# غردة (استبهان)
غردة (بالفارسية: گرده) هي قرية تقع في منطقة رونيز في إيران. يقدر عدد سكانها بـ 1,748 نسمة .